# Olesno
Olesno (antiguamente también Rosenberg) es una localidad polaca del voivodato de Opole.

## Historia
En la segunda mitad del  siglo XIX la localidad era descrita como una ciudad de Alemania, en el Reino de Prusia y la provincia de Silesia. Tenía por entonces una población de 3011 habitantes.